# Феодосий (Быков)
Епископ Феодосий (Быков; ум. не ранее 1909) — епископ Древлеправославной Церкви Христовой (старообрядцев, приемлющих белокриницкую иерархию), епископ Томский и Иркутский.

## Биография
Из крестьян Сылвенского завода Красноуфимского уезда Пермской губернии. Принял иночество в 1884 году.
В августе 1899 года на Освященном собором в Нижнем Новогороде избран в епископы : «обсуждая дело о замещении епархии Томско-Иркутской и всея Сибири, выслушали прошение священнослужителей и прихожан того места, коим они просят рукоположить на их епископию благоговейного архимандрита Феодосия во епископа. Не находя никакого препятствия к исполнению сей просимости, общею волею нашею избираем сего указанного благоговейного архимандрита Феодосия, игумена Томской обители, во епископа на Томско-Иркутскую и всея Сибири епископию, и просим Господа Бога поспешить нам в полном совершении сего избрания». Кроме того Собор определил: «на основании 4-го правила Первого Вселенского Собора, сим изъявляем своё согласие, чтобы избранный нами во епископа Томско-Иркутского и всея Сибири благоговейный архимандрит Феодосий был посвящён в этот сан святительства боголюбивыми епископами Анастасием и Антонием по чину и уставу нашей Святой Древлеправославной Церкви».
23 сентября 1899 года хиротонисан во епископа Томского, Иркутского и всея Сибири. Хиротонию совершили: епископы Анастасий (Лебедев) и Антоний (Паромов).
Участник Освященных соборов в августе 1901 года в Нижнем Новгороде, в декабре 1904 года в Харькове и 5 сентября 1904 года в Гомеле. На последнем из перечисленных соборов его титул был изменён на «Томский и Иркутский».
Принял схиму 26 апреля 1905 года. В том же году ушёл на покой. Точная дата не указывается, но 22 августа 1905 года, к моменту проведения Освященного собора, Томская кафедра значится вдовствующей. Жил на покое в Уральске.